# ステファナ・ベリコビッチ
ステファナ・ヴェリコヴィッチ（Stefana Veljković, Стефана Великовић, 1990年1月9日 - ）は、セルビアの元女子バレーボール選手。ポジションはミドルブロッカー。元セルビア代表。

## 来歴
ヤゴディナ出身。2007年ユース欧州選手権でエースとして活躍し、チームを準優勝に導くとともにMVPを獲得。当時はオポジットであったが17歳にしてシニア代表に大抜擢されミドルブロッカーに転向、2007年ワールドカップに出場した。ポジション争いが激しいセルビア代表のミドルブロッカーとして活躍し、2008年北京オリンピックに出場した。2011年ワールドカップでは同ポジションのナターシャ・クルスマノビッチ、ミレーナ・ラシッチとともに活躍した。
2012年、ロンドン五輪に出場した。2013年、FIVBワールドグランプリで銅メダルを獲得した。2013-14シーズンに所属していたガラタサライでは日本代表の木村沙織とチームメイトであった。2014年、世界選手権に2大会連続出場した。
2015年、日本で開催されたワールドカップで銀メダルを獲得した。2016年8月のリオ五輪でも銀メダルを獲得した。2017年のヨーロッパ選手権で金メダルを獲得し、自身もベストミドルブロッカー賞を受賞した。

## 球歴
- オリンピック - 2008年、2012年、2016年
- 世界選手権 - 2010年、2014年
- ワールドカップ - 2007年、2011年、2015年

## 受賞歴
- 2007年 ジュニア欧州選手権 MVP
- 2017年 ヨーロッパ選手権 ベストミドルブロッカー賞

## 所属クラブ
- OK Jagodina （-2005年）
- ／ Postar 064 Beograd （2005-2008年）
- Crvena Zvezda Belgrad （2008-2010年）
- アシステル・ノヴァーラ （2010-2012年）
- アシステルMCカルナギ・ヴィッラ・コルテーゼ （2012-2013年）
- ガラタサライ・ダイキン （2013-2014年）
- チェミック・ポリツェ（2014-2018年）
- イゴール・ゴルゴンゾーラ・ノヴァーラ（2018-2020年）